# Модзалевский, Вадим Львович
Вади́м Льво́вич Модзале́вский (рус. дореф. Вадимъ Львовичъ Модзалевскій; 28 марта 1882, Тифлис — 3 августа 1920, Киев) — русский и украинский историк, геральдист и генеалог, соавтор Малороссийского гербовника, составитель Малороссийского родословника.

## Биография
Родился 28 марта 1882 года в Тифлисе в семье директора Тифлисской женской гимназии, бывшего воспитателем сыновей великого князя Михаила Николаевича, — Льва Николаевича Модзалевского.
В 1884 году семья переехала в Санкт-Петербург.
Родители Вадима Львовича принадлежали к дворянским родам, которые происходили из казацкой старшины.
Детские годы Модзалевского прошли в Петербурге. В 1892 году зачислен в 1-й Кадетский корпус. Окончив в 1899 году кадетский корпус с высоким баллом, Модзалевский получил право поступления в любое военное училище без экзаменов и выбрал Николаевское инженерное училище, которое окончил в 1902 году с чином подпоручика.
После окончания училища летом 1902 года направлен на службу в 14-й сапёрный батальон Киевского гарнизона. Модзалевский начинает хлопотать о выходе в отставку, но добивается лишь освобождения от строевой службы в связи с назначением на должность батальонного казначея.
Модзалевский с детства увлекался историей и литературой. Большое влияние на него оказал его старший брат Борис Львович Модзалевский, литературовед и пушкинист, и известный русский генеалог В. В. Руммель. Ещё во время учёбы Модзалевский участвовал в подготовке «Русского биографического словаря».

Родовой герб Модзалевских Гербурт

В 1903 году избран членом Черниговской, а в 1904 году — Полтавской архивных комиссий, Киевского общества летописца Нестора. 1 октября 1904 года был произведён в поручики.
Начиная с 1903 года, статьи и публикации В. Л. Модзалевский постоянно публикуются на страницах «Киевской Старины», «Записок Научного Общества им. Шевченко во Львове», «Трудов» Черниговской и Полтавской архивных комиссий.
В апреле 1903 года Модзалевский вступает в брак с Александрой Лаврентьевной Гаевой (Гаевской). Брак оказался неудачным. Модзалевский симпатизировал сестре жены — Наталье Лаврентьевне Гаевской, а жена не желала давать развод.
Во время революции 1905—1907 годов — член «Кружка сознательных офицеров» и «Киевского военного коллектива». В ночь на 1 ноября 1906 года арестован по подозрению в участии в революционной деятельности и событиях восстания сапёрного батальона, но вскоре освобождён за недостаточностью прямых улик.
В 1906 году переведён в Петербург воспитателем Первого кадетского корпуса. В то же время продолжал работу в Архиве Департамента герольдии Сената. 1 октября 1908 года за выслугу лет был произведён в штабс-капитаны. Высочайшим приказом от 8 августа 1911 года был зачислен в чине капитана в запас инженерных войск по Черниговскому уезду. Переехал в Чернигов, где был избран руководителем Черниговской учёной архивной комиссии.
С мая 1911 по май 1912 года — директор Музея украинских древностей имени В. Тарнавского Черниговского уездного земства.
В 1917 году лояльный к большевикам учёный, к тому же замешанный в революционных событиях 1905 года, был назначен комиссаром по охране памятников искусства и старины, — Модзалевский пытался спасать артефакты, коллекции музеев, усадьбы и памятники Черниговщины.
В 1918 году Модзалевский переехал в Киев — заведовал архивно-библиотечным отделом Министерства просвещения в правительстве Скоропадского, работал в нескольких комиссиях, которые составляли программные документы для дальнейшей деятельности украинских архивных, музейных и научных учреждений, в частности проект устава Академии наук. Разрабатывались масштабные проекты, например, организации архивной и библиотечной сети, составление украинского Биографического словаря, исследования истории права. По воспоминаниям его друга М. Л. Гофмана, «стал настоящим украинским сепаратистом, „щирым“ украинцем».
3 августа 1920 года Модзалевский умер от дизентерии.

## Публикации

### Статьи
- Опись лесов и пущ, находящихся в Черниговском полку в 1752 году // Чтения в историческом обществе Нестора Летописца. Отдел III, вып. 4. — Киев: Унив. типогр., 1906. — С. 105—124 [C. 332]
- «Краеведение в России во второй половине XVIII века» // Краеведение, 1926, Т.3. С. 333—343

### Печатные труды
- «Исторический музей гвардейской артиллерии» // Русский инвалид, 5 января 1892 года;
- «История гвардейской артиллерии с 1682 по 1896 год». СПб., 1896;
- «К истории Петровского Полтавского кадетского корпуса» // Русский инвалид, 9 декабря 1900 года.
- «Малороссийский родословник», Киев, 1908 Все тома.
- «Малороссийский гербовник», в соовторстве с В. К. Лукомским, Санкт-Петербург, 1914 г.